# Menetou-Couture
Menetou-Couture ist eine französische Gemeinde mit 357 Einwohnern (Stand: 1. Januar 2022) im Département Cher in der Region Centre-Val de Loire; sie gehört zum Arrondissement Saint-Amand-Montrond und zum Kanton La Guerche-sur-l’Aubois. Die Einwohner werden Menetou-Couturois oder Monestrocouturois genannt.

## Geographie
Menetou-Couture liegt etwa 43 Kilometer ostsüdöstlich von Bourges am Flüsschen Liseron. Umgeben wird Menetou-Couture von den Nachbargemeinden Précy im Norden, Marseilles-lès-Aubigny im Nordosten, Jouet-sur-l’Aubois im Osten, Torteron im Osten und Südosten, Le Chautay im Süden, Saint-Hilaire-de-Gondilly im Westen sowie Garigny im Nordwesten.

## Bevölkerungsentwicklung
| Jahr                       | 1962 | 1968 | 1975 | 1982 | 1990 | 1999 | 2006 | 2019 |
| -------------------------- | ---- | ---- | ---- | ---- | ---- | ---- | ---- | ---- |
| Einwohner                  | 510  | 477  | 394  | 369  | 356  | 316  | 338  | 379  |
| Quellen: Cassini und INSEE |      |      |      |      |      |      |      |      |

## Sehenswürdigkeiten
- Kirche Saint-Capraise aus dem 11. Jahrhundert, seit 1926 Monument historique
- Zisterzienserkloster Fontmorigny aus dem 12. Jahrhundert, seit 1984 Monument historique
- Schloss Menetou-Couture aus dem Jahre 1460, seit 1917/1992 Monument historique

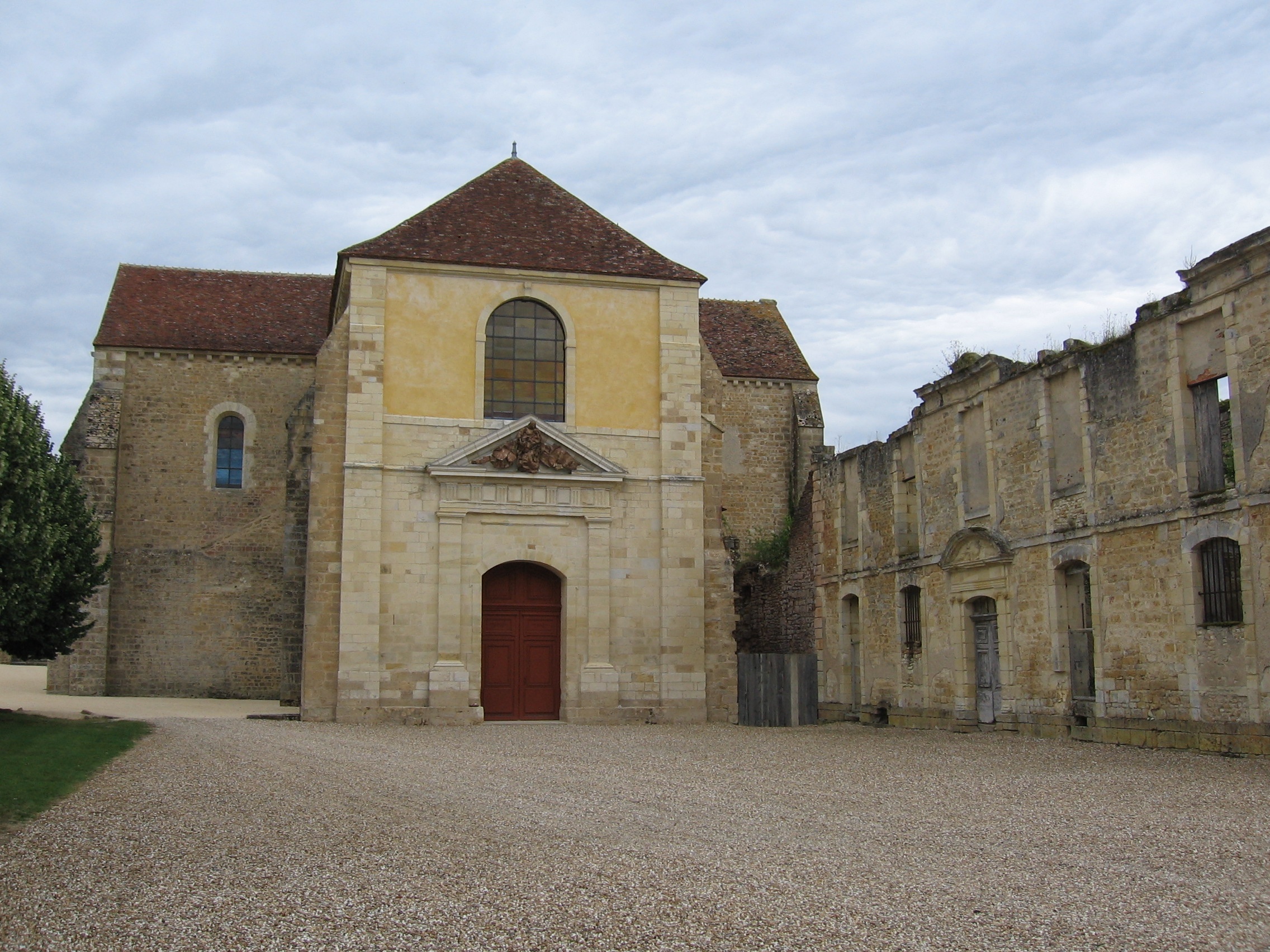
Klosterkirche von Fontmorigny
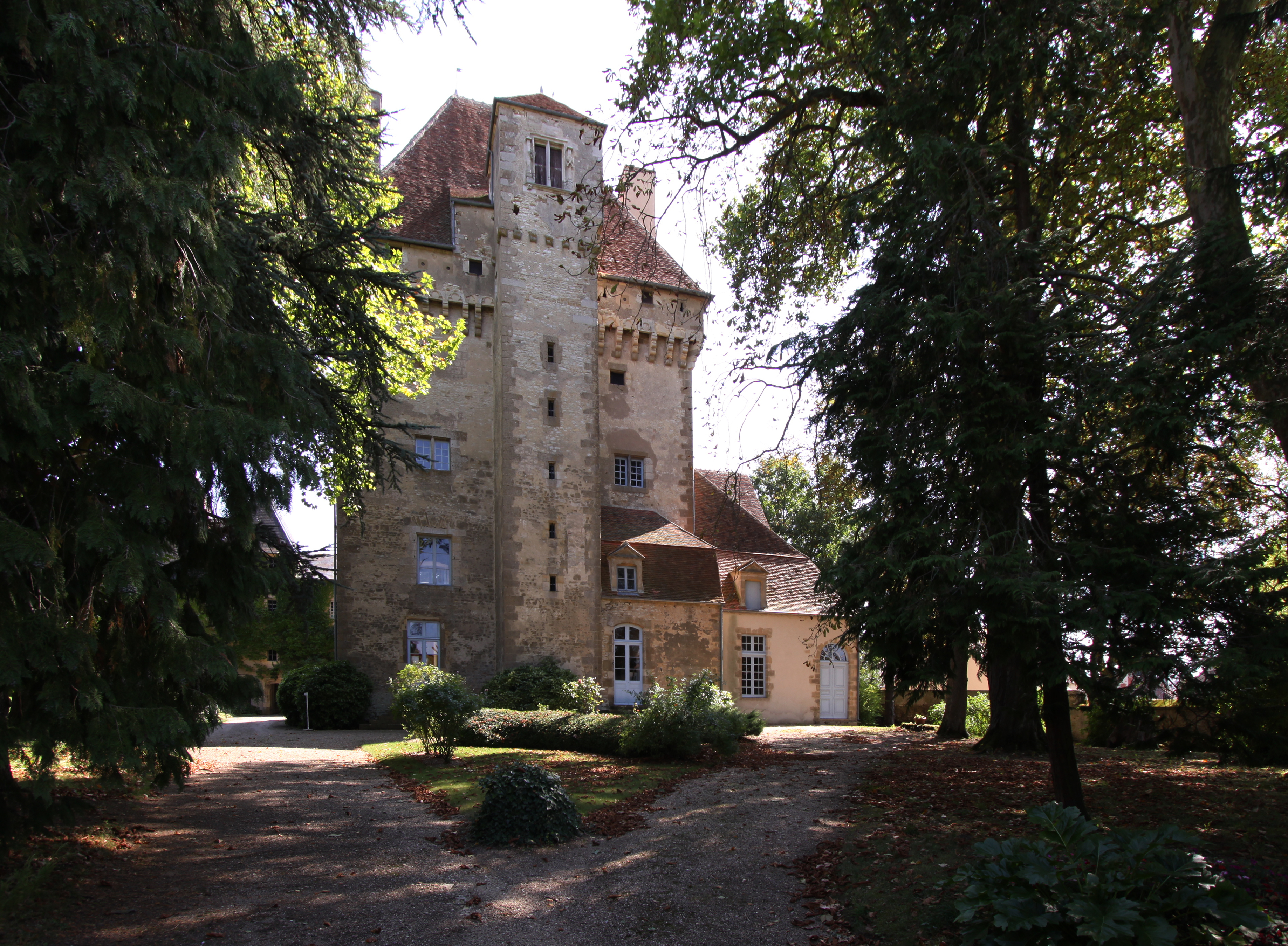
Schloss Menetou-Couture (Donjon)